# Jacksonville Jaguars
Jacksonville Jaguars su momčad američkog nogometa iz Jacksonvillea u Floridi. Natječu se u južnoj diviziji AFC konferencije u NFL ligi. 
Klub se počeo natjecati 1995. godine kao član sada bivše centralne divizije AFC-a, a najveći uspjesi dosad su dva konferencijska finala.
Jaguarsi svoje domaće utakmice igraju na stadionu EverBank Field.

## Povijest kluba

### Počeci kluba pod Tomom Coughlinom
Povijest Jaguarsa počinje 1993. godine kada grad Jacksonville dobiva (uz Charlotte u Sj. Carolini) NFL momčad nakon odluke lige o proširenju.  Do 1993. postojale su razne mogućnosti preseljenja neke druge momčadi u Jacksonville (npr. Baltimore Coltsi, New Orleans Saintsi, Houston Oilersi), ali ni jedna se nije ostvarila. Jacksonville je 1993. čak i smatran kao najmanje izgledan kandidat o dobivanju momčadi, ali ipak u izboru pobjeđuje gradove Baltimore, St. Louis i Memphis (sva ta tri grada danas imaju ili su imali svoju momčad u NFL ligi). Za prvog glavnog trenera bio je izabran Tom Coughin, dotadašnji trener u ekipi sveučilišta Boston College.
Coughlin dotad u NFL ligi nije radio ni kao glavni trener ni kao koordinator obrane ili napada pa je taj potez uprave smatran riskantnim. Prvu sezonu Jaguarsi, predvođeni quarterbackom Markom Brunellom i offensive tackleom Tonyjem Bosellijem, završavaju s 4 pobjede (u ukupno 16 utakmica). Prvi veliki uspjeh slijedi već iduće godine. Jaguarsi 1996. tek u posljednjoj utakmici regularnog dijela sezone protiv Atlanta Falconsa osiguravaju nastup u doigravanju. Prva utakmica im donosi susret protiv favorita Buffalo Billsa koje pobjeđuju 30:27. Istim rezultatom Jaguarsi u divizijskoj rundi pobjeđuju još veće favorite (po mnogima najjaču momčad te sezone) Denver Broncose i tako dolaze do konferencijskog finala protiv New England Patriotsa predvođenih quarterbackom Drewom Bledsoeom. Tu priča za njih zavšava porazom od Patriotsa 20:6.

### Novi uspjesi
Iduće tri sezone momčad dokazuje da uspjeh iz prethodne sezone nije bio slučajan te se svaki put plasiraju u doigravanje. Nakon 11 pobjeda 1997. dolaze do wild-card runde gdje gube od Broncosa Johna Elwaya i Terrella Davisa, a 1998. po prvi put u povijesti osvajaju diviziju i dolaze do divizijske runde doigravanja gdje ih izbacuju New York Jetsi pobjedom 34:24.
S čak 14 pobjeda 1999. postaju najbolja ekipa lige u regularnom dijelu sezone te ponovno osvajaju diviziju. Status favorita potvrđuju pobjedom od čak 62:7 nad Miami Dolphinsima (čijem je quarterbacku Danu Marinu to bila posljednja utakmica u karijeri).  U konferencijskom finalu ih čekaju Tennessee Titansi koji su im nanijeli jedina dva poraza ranije te sezone. Titansi pobjeđuju i ovaj put, i to rezultatom 33:14. Za Jaguarse je to bila četvrta sezona zaredom da su se plasirali u playoff (i četvrta ukupno u njihovih prvih pet sezona igranja u NFL-u).
Nakon četiri sezone u doigravanju, Jaguarsi iduće četiri bilježe gubitničke omjere pobjeda i poraza. Za upravu je to izgleda bilo previše te trener Coughlin dobiva otkaz nakon sezone 2002.  To je također bila i posljednja sezona u Jaguarsima za Marka Brunella.

### Jack Del Rio kao trener
Jack Del Rio, dotadašnji koordinator obrane Carolina Panthersa, postaje novi glavni trener Jaguarsa 2003. godine. Prvu sezonu pod Del Riom momčad završava sa samo 5 pobjeda, ali već su iduću, predvođeni quarterbackom Byronom Leftwichem, na pragu doigravanja s 9 pobjeda. Jaguarsi su 2005. konačno u formi i ulaze u doigravanje po prvi put od 1999., ali tu gube od kasnijih prvaka New England Patriotsa quarterbacka Toma Bradya u wild-card rundi s 28:3.
Sljedeće, i do danas posljednje pojavljivanje Jaguarsa u doigravanju, bilo je 2007. Tada momčad (u kojoj glavna zvijezda pomalo postaje running back Maurice Jones-Drew) pobjeđuje Pittsburgh Steelerse u wild-card rundi, da bi u idućoj ponovno izgubila od Patriotsa (ovaj put 31:20).

### 2007. do danas
Nakon sezone 2007., za Jaguarse dolazi doba loših rezultata momčadi i pada posjećenosti njihovih domaćih utakmica. Pojavljuju se čak i glasine o preseljenju momčadi, i to u Los Angeles,  koji je bez NFL momčadi od 1995. kada Raidersi odlaze u Oakland. Iako je došlo do porasta broja gledatelja u sezoni 2010. godine, rezultati postaju sve gori. Jaguarsi 2012. bilježe samo dvije pobjede te su najslabija momčad lige uz Kansas City Chiefse. Nakon te sezone, trener Mike Mularkey dobiva otkaz, a momčad preuzima dotadašnji koordinator obrane Seattle Seahawksa Gus Bradley. Bradley u sezoni 2013 vodi momčad do 4 pobjede čime osvajaju treće mjesto u svojoj diviziji.

## Učinak po sezonama od 2008.
| Sezona | Liga | Konferencija | Divizija | Regularni dio sezone | Regularni dio sezone | Regularni dio sezone | Regularni dio sezone | Uspjeh u doigravanju              |
| Sezona | Liga | Konferencija | Divizija | Poz.                 | Pob.                 | Por.                 | Ner.                 | Uspjeh u doigravanju              |
| ------ | ---- | ------------ | -------- | -------------------- | -------------------- | -------------------- | -------------------- | --------------------------------- |
| 2008.  | NFL  | AFC          | Jug      | 4.                   | 5                    | 11                   | 0                    |                                   |
| 2009.  | NFL  | AFC          | Jug      | 4.                   | 7                    | 9                    | 0                    |                                   |
| 2010.  | NFL  | AFC          | Jug      | 2.                   | 8                    | 8                    | 0                    |                                   |
| 2011.  | NFL  | AFC          | Jug      | 3.                   | 5                    | 11                   | 0                    |                                   |
| 2012.  | NFL  | AFC          | Jug      | 4.                   | 2                    | 14                   | 0                    |                                   |
| 2013.  | NFL  | AFC          | Jug      | 3.                   | 4                    | 12                   | 0                    |                                   |
| 2014.  | NFL  | AFC          | Jug      | 3.                   | 3                    | 13                   | 0                    |                                   |
| 2015.  | NFL  | AFC          | Jug      | 3.                   | 5                    | 11                   | 0                    |                                   |
| 2016.  | NFL  | AFC          | Jug      | 4.                   | 3                    | 13                   | 0                    |                                   |
| 2017.  | NFL  | AFC          | Jug      | 1.                   | 10                   | 6                    | 0                    | poraženi u konferencijskom finalu |
| 2018.  | NFL  | AFC          | Jug      | 4.                   | 5                    | 11                   | 0                    |                                   |